# Henri Le Thomas
Henri Le Thomas, né le 5 janvier 1903 au Havre, en Seine-Maritime, mort le 19 décembre 1964 à Rambouillet, est un officier français dans la Marine marchande puis dans la Marine nationale. Officier des transmissions, il œuvre pour le ralliement précoce du Tchad à la France libre puis fait partie des Forces navales françaises libres pendant la Seconde Guerre mondiale. Il est Compagnon de la Libération.

## Biographie
Henri Le Thomas naît au Havre, en Seine-Maritime le 5 janvier 1903.
Il fait partie de la Marine marchande, où il est officier radio de 1925 à 1932. Il passe ensuite dans l'aviation, à Air Afrique, en 1933, comme responsable de poste radio.
Au début de la Seconde Guerre mondiale, Henri Le Thomas est en 1940 le directeur d'une des deux stations de radio de Fort-Lamy, au Tchad : le poste radio d'Air Afrique. À la suite de l'Appel du 18 Juin par le général de Gaulle, il décide d'agir en faveur du ralliement à la France libre. Il devient l'aide direct du gouverneur Félix Éboué qui désire aussi le ralliement et charge Le Thomas d'en envoyer le premier télégramme d'adhésion à de Gaulle,. Le Thomas assure les communications avec Londres via la colonie britannique du Nigeria.
Le ralliement du Tchad à la France libre devient officiel le 26 août 1940, et forme le premier noyau de l'Afrique française libre. Henri Le Thomas assure les communications entre Brazzaville, capitale de l'Afrique française libre, et Londres. Il est envoyé au Cameroun rétablir le service radio, puis cherche à combattre à un poste plus actif. Il s'engage en novembre 1940 dans les Forces navales françaises libres.
Il est en 1941 membre de l'état-major de la Défense du Pacifique. Il devient le commandant de la Marine en Océanie et en même temps chargé des transmissions des établissements français d'Océanie, puis de Nouvelle-Calédonie, et en 1942 de l'inspection des services de transmissions du Pacifique.
Chargé en 1943 de plusieurs missions successives aux États-Unis, à Saint-Pierre-et-Miquelon ensuite, puis à Londres et en France occupée, il s'emploie aussi à convaincre une bonne partie des marins du Richelieu à rejoindre les rangs de la France libre.
Il prend part en 1944 au débarquement de Normandie dans le port artificiel d'Arromanches.
Il est créé Compagnon de la Libération par le décret du 31 mai 1945.
Après la guerre, il reste officier de Marine mais il est mis à disposition du réseau aérien français et d'Air France dont il réorganise les télécommunications. Malade, il doit cesser son activité en 1958.
Henri Le Thomas meurt le 19 décembre 1964 à Rambouillet. Il est enterré au cimetière du Perray-en-Yvelines où il s'était installé et dont il présidait le club de football local.

## Distinctions
- Officier de la Légion d'honneur
- Compagnon de la Libération par décret du 31 Mai 1945
- Croix de guerre 1939–1945
- Médaille de la Résistance française avec rosette par décret du 24 avril 1946[5]
- Médaille de l'Aéronautique
- Médaille coloniale
- Commandeur de l'Étoile noire (Bénin).